# Mexico Beach
Mexico Beach is een plaats (city) in de Amerikaanse staat Florida, en valt bestuurlijk gezien onder Bay County. Het dorp werd in oktober 2018 zwaar getroffen door orkaan Michael; vele huizen en de lagere school werden verwoest.

## Demografie
Bij de volkstelling in 2000 werd het aantal inwoners vastgesteld op 1017.
In 2006 is het aantal inwoners door het United States Census Bureau geschat op 1291, een stijging van 274 (26,9%).

## Geografie
Volgens het United States Census Bureau beslaat de plaats een oppervlakte van
3,4 km², geheel bestaande uit land.

## Plaatsen in de nabije omgeving
De onderstaande figuur toont nabijgelegen plaatsen in een straal van 32 km rond Mexico Beach.